# ميشكي أنغشير
ميشكي أنغشير أو ميس كياغشير هو حاكم سومري ومؤسس سلالة أوروك الأولى التي أسسها في القرن الثامن و العشرين قبل الميلاد في بداية العصر البرونزي وهو والد إينمركر حسب قائمة الملوك السومريين , في الالواح التي تتكلم عنه ذكر بأنه ابن الاله أوتو ويقول بأنه هبط من السماء من منزل إي أنا , وأبرز الملوك الذي جائوا بعده ومن سلالته هم إينمركر ولوغال باندا ودوموزيد الصياد وكلكامش , ويعتقد ان ميشكي أنغشير هو كوش المذكور في التوراة نسبة لأنه بنى مدينة أوروك أو أرك كما مذكورة في التوراة.